# Galáxia Anã de Draco
A Galáxia Anã de Draco é uma galáxia satélite da Via Láctea e faz parte do Grupo Local. Encontra-se na constelação de Draco, a 260.000 anos-luz da Terra. Com um diâmetro de aproximadamente 2.000 anos-luz, é uma das galáxias mais tênues conhecidas.
Descoberta em 1954 por Albert G. Wilson, é uma das galáxias mais próximas da nossa. Contém uma população velha de estrelas e não tem quantidades significativas de matéria interestelar. Estudos recentes indicam que seu núcleo pode ser um lugar excepcionalmente ideal para a identificação de matéria escura.